# Nagawa
Nagawa (jap. 長和町 Nagawa-machi) – miasto w Japonii, na wyspie Honsiu, w prefekturze Nagano. Według danych na rok 2020 miejscowość zamieszkiwało 5 600 mieszkańców , a gęstość zaludnienia wyniosła 30,5 os./km².